# Filips IV van Spanje
Filips IV (Valladolid, 8 april 1605 – Madrid, 17 september 1665) was koning van Spanje van 1621 tot 1665, landsheer van de Zuidelijke Nederlanden, Napels, Sicilië en Sardinië en tot 1640 koning van Portugal (als Filips III). Filips wordt herinnerd voor zijn bescherming van de kunsten, waaronder kunstenaars als Diego Velázquez en zijn heerschappij over Spanje tijdens de uitdagende periode van de Dertigjarige Oorlog (1618-1648).
Aan de vooravond van zijn dood in 1665, had het Spaanse Rijk zijn zeventiende-eeuwse territoriale hoogtepunt bereikt, verspreid over een toen ongekende 12.200.000 km², maar in andere opzichten was het in verval, een proces waarbij Filips niet in staat was succesvolle binnenlandse en militaire hervormingen te bereiken en hier dus aan bijdroeg.

## Beleid
Filips IV was 16 toen hij de troon besteeg en zijn vader Filips III opvolgde. Omdat hij zichzelf onbekwaam voelde het beleid te voeren over het grootste en meest complexe rijk ter wereld, liet hij zich bijstaan door de hertog van Olivares, een bekwaam man. Hij hield zich veel bezig met frivoliteiten, het beleid in handen latend van zijn gunstelingen. Dit werkte corruptie in de hand.
Toen de catastrofes elkaar opvolgden in 1643, ter zee in de Slag bij Duins tegen de Nederlanders en in de Slag bij Rocroi tegen de Fransen in de Dertigjarige Oorlog, werd Olivares aan de kant geschoven, maar het grootste onheil was reeds geschied. Filips IV werd gezien als de verantwoordelijke voor het verval van het Spaanse Rijk. Nochtans was hij een energieker koning dan zijn vader, zowel mentaal als fysiek. Het verval dat onmiskenbaar was, kan worden toegeschreven aan een al tientallen jaren aan de gang zijnde proces. In 1646 stierf zijn zoon Baltasar Carlos op 16-jarige leeftijd onverwacht snel, mogelijk vermoord door toedoen van de koninklijke entourage, mogelijk door de ziekte pokken. Dit feit liet de koning verbitterd achter.
Hij was bedroefd over het leed van zijn volk ten gevolge van de voortdurende oorlogen, die hij echter als een absolute 'goddelijke' noodzaak zag, overtuigd als hij was van de missie van zijn dynastie ter verdediging van het katholieke geloof.

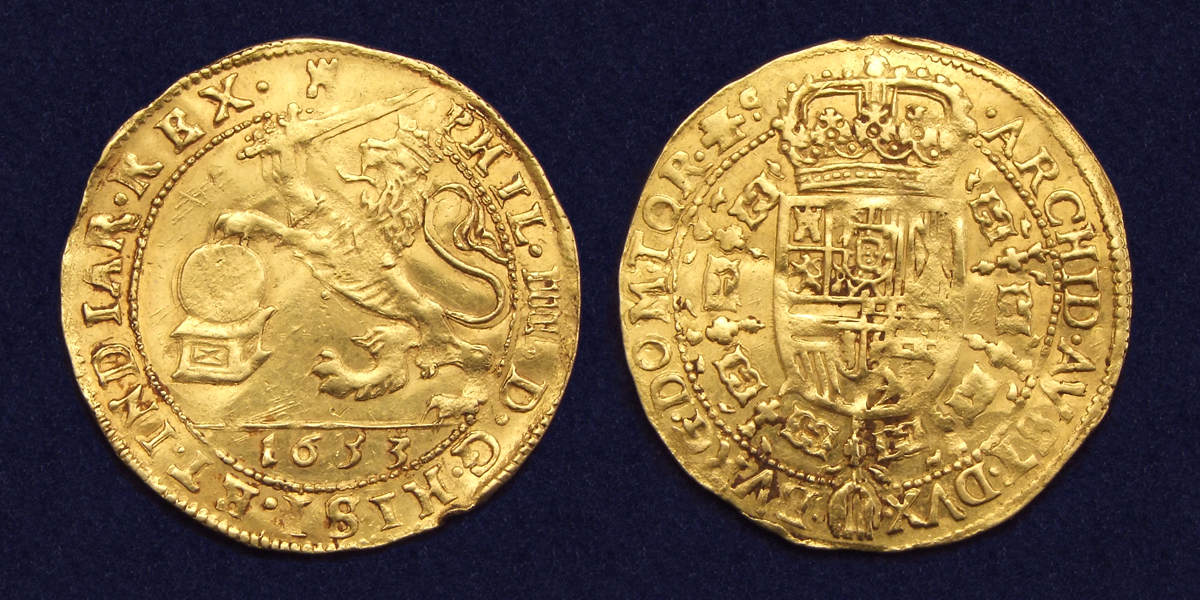
Spaanse Nederlanden, gouden soeverein of 'Gouden Leeuw', Doornik 1633 onder Koning Filips IV.
Vz: Gekroonde leeuw met wapen en globe, 1633.
Kz: Gekroond wapenschild van Filips IV, omringd door de keten van het Gulden Vlies.

Zijn politieke opvattingen had hij geërfd van zijn vader en grootvader. Hij zag het als zijn plicht om het huis Habsburg te steunen en bovenal de Rooms-Katholieke Kerk in haar strijd tegen het protestantisme. Daarom probeerde Filips zijn soevereiniteit over de Nederlanden te herstellen. Hij probeerde ook de gebieden van zijn familie uit te breiden. Rond 1643, toen Spanje bijna overal nederlagen leed, leidde dit tot de verwijdering van de machtige minister Olivares. Een korte periode nam Filips de leiding van de regering van de meest uitgestrekte en slechtst georganiseerde multi-nationale staat van Europa zelf in handen. Maar na enkele tegenslagen zonk hij terug in zijn vroegere indolentie en liet hij gunstelingen opnieuw het eigenlijke werk doen.

## Oorlogen

### Met de Republiek der Zeven Verenigde Nederlanden
In 1621 kwam er eind aan het Twaalfjarig Bestand tussen Spanje en de Verenigde Provinciën. Landvoogd Albrecht van Oostenrijk stierf kinderloos dat jaar en de Zuidelijke Nederlanden kwamen weer rechtstreeks onder de Spaanse troon, met Isabella van Spanje als landvoogdes. Intussen was de Dertigjarige Oorlog in alle hevigheid uitgebroken. 

### Met Frankrijk
Na de Slag bij Nördlingen, een totale overwinning van de Habsburgers en de daarop volgende Vrede van Praag (1635), besloot Kardinaal de Richelieu, het koninkrijk Frankrijk, deel te nemen aan de Dertigjarige Oorlog. Ingesloten tussen het Heilige Roomse Rijk en het Spaanse Rijk, sloot hij een pact met de Republiek.
De Frans-Spaanse Oorlog (1635-1659).

### Crisis van 1640
Om deze oorlogen te kunnen betalen, moest hij hoge belastingen heffen. Dit leidde tot onrust in zijn eigen land. Op 1 december 1640 begon er een opstand in Lissabon, die uiteindelijk leidde tot Filips' afstand van de Portugese troon die in handen kwam van het Huis Bragança, met koning Johan IV als staatshoofd. Deze periode heet ook wel de Portugese Restauratieoorlog. Hiermee kwam een einde aan een zestig jaar durende unie tussen Spanje en Portugal, de Iberische Unie.

### Met Catalonië
In datzelfde jaar kwam Catalonië in opstand tegen de Spaanse Kroon. Pas in 1662 slaagden Filips' troepen erin, om Barcelona te heroveren.

### Vrede van Westfalen,Vrede van de Pyreneeën

Las Meninas door Diego Velázquez,
Museo del Prado, Madrid

Na de Dertigjarige Oorlog en de nasleep ervan, de La Fronde-opstand in Frankrijk, verloor Spanje steeds meer aanzien. Tijdens zijn bewind kwam de Tachtigjarige Oorlog ten einde: in 1648 erkende hij de Republiek der Zeven Verenigde Nederlanden (Vrede van Münster) als onafhankelijke staat. Daarnaast werden in 1648 ook concessies gedaan aan Frankrijk en zijn bondgenoten, waarbij Frankrijk Franche-Comté en Lotharingen toegewezen kreeg. Hierdoor geraakten de Zuidelijke Nederlanden steeds meer geïsoleerd van Spanje.
Na 1648 was het Spaanse koloniale rijk nog altijd het grootste ter wereld en zou pas in 1665 een hoogtepunt bereiken in oppervlakte, maar als Europese mogendheid stelde Spanje niet veel meer voor. Een langdurig tijdperk van Franse hegemonie was aangebroken.
Na de nederlaag in de Slag bij Duinkerke (1658) tijdens de Spaans-Franse Oorlog (1635-1659), die een onderdeel was van de Dertigjarige Oorlog, werd Filips IV opnieuw gedwongen tot het afstaan van gebieden. Hij verloor het graafschap Artesië, gebieden in Picardië en Henegouwen en langs de Pyreneeën schoof de Frans-Spaanse grens 40 kilometer zuidwaarts. Ook verplichtte de koning er zich toe infante Maria Theresia van Spanje uit te huwelijken aan koning Lodewijk XIV van Frankrijk. Het huwelijk werd in 1660 gesloten. Hierbij moest een bruidsschat worden betaald van 500.000 ecu, een som waarvan de Franse kardinaal en feitelijk regent Mazarin heel goed wist dat de Spaanse staat zich die niet kon veroorloven. Toen uitbetaling daarvan achterwege bleef, leidde dit tot de Devolutieoorlog, waarbij Frankrijk het vooral voorzien had op de Spaanse Nederlanden. Het huwelijk tussen Lodewijk XIV en Maria Theresia en de daardoor ontstane verbintenis van het Spaanse en Franse vorstenhuis zou uiteindelijk ook leiden tot de Spaanse Successieoorlog.

## Mecenas
Hij hield veel van toneel en kunst en financierde het werk van Diego Velázquez.

## Kwartierstaat (voorouders)
| Keizer Karel V (1500-1558)      | Keizer Karel V (1500-1558)      | Keizer Karel V (1500-1558)      | Keizer Karel V (1500-1558)      | Keizer Karel V (1500-1558)       | Keizer Karel V (1500-1558)       | Isabella van Portugal (1503-1539) | Isabella van Portugal (1503-1539) | Isabella van Portugal (1503-1539) | Isabella van Portugal (1503-1539) | Isabella van Portugal (1503-1539) | Isabella van Portugal (1503-1539) |                                   |                                   | Keizer Maximiliaan II (1527-1576) | Keizer Maximiliaan II (1527-1576) | Keizer Maximiliaan II (1527-1576)     | Keizer Maximiliaan II (1527-1576)     | Keizer Maximiliaan II (1527-1576)     | Keizer Maximiliaan II (1527-1576)     | Maria van Spanje (1528-1603)          | Maria van Spanje (1528-1603)          | Maria van Spanje (1528-1603) | Maria van Spanje (1528-1603) | Maria van Spanje (1528-1603)     | Maria van Spanje (1528-1603)     |                                  |                                  | Keizer Ferdinand I (1503-1564)   | Keizer Ferdinand I (1503-1564)   | Keizer Ferdinand I (1503-1564) | Keizer Ferdinand I (1503-1564) | Keizer Ferdinand I (1503-1564)       | Keizer Ferdinand I (1503-1564)       | Anna van Bohemen en Hongarije (1503-1547) | Anna van Bohemen en Hongarije (1503-1547) | Anna van Bohemen en Hongarije (1503-1547) | Anna van Bohemen en Hongarije (1503-1547) | Anna van Bohemen en Hongarije (1503-1547) | Anna van Bohemen en Hongarije (1503-1547) |                                             |                                             | Albrecht V van Beieren (1528-1579)          | Albrecht V van Beieren (1528-1579)          | Albrecht V van Beieren (1528-1579)          | Albrecht V van Beieren (1528-1579)          | Albrecht V van Beieren (1528-1579) | Albrecht V van Beieren (1528-1579) | Anna van Oostenrijk (1528-1590)       | Anna van Oostenrijk (1528-1590)       | Anna van Oostenrijk (1528-1590)       | Anna van Oostenrijk (1528-1590)       | Anna van Oostenrijk (1528-1590)       | Anna van Oostenrijk (1528-1590)       |  |  |  |  |  |  |  |  |  |  |  |  |  |  |  |  |  |  |  |  |  |  |  |  |  |  |  |  |  |  |  |  |  |  |  |  |  |  |  |  |  |  |  |  |  |  |  |  |
| Keizer Karel V (1500-1558)      | Keizer Karel V (1500-1558)      | Keizer Karel V (1500-1558)      | Keizer Karel V (1500-1558)      | Keizer Karel V (1500-1558)       | Keizer Karel V (1500-1558)       | Isabella van Portugal (1503-1539) | Isabella van Portugal (1503-1539) | Isabella van Portugal (1503-1539) | Isabella van Portugal (1503-1539) | Isabella van Portugal (1503-1539) | Isabella van Portugal (1503-1539) |                                   |                                   | Keizer Maximiliaan II (1527-1576) | Keizer Maximiliaan II (1527-1576) | Keizer Maximiliaan II (1527-1576)     | Keizer Maximiliaan II (1527-1576)     | Keizer Maximiliaan II (1527-1576)     | Keizer Maximiliaan II (1527-1576)     | Maria van Spanje (1528-1603)          | Maria van Spanje (1528-1603)          | Maria van Spanje (1528-1603) | Maria van Spanje (1528-1603) | Maria van Spanje (1528-1603)     | Maria van Spanje (1528-1603)     |                                  |                                  | Keizer Ferdinand I (1503-1564)   | Keizer Ferdinand I (1503-1564)   | Keizer Ferdinand I (1503-1564) | Keizer Ferdinand I (1503-1564) | Keizer Ferdinand I (1503-1564)       | Keizer Ferdinand I (1503-1564)       | Anna van Bohemen en Hongarije (1503-1547) | Anna van Bohemen en Hongarije (1503-1547) | Anna van Bohemen en Hongarije (1503-1547) | Anna van Bohemen en Hongarije (1503-1547) | Anna van Bohemen en Hongarije (1503-1547) | Anna van Bohemen en Hongarije (1503-1547) |                                             |                                             | Albrecht V van Beieren (1528-1579)          | Albrecht V van Beieren (1528-1579)          | Albrecht V van Beieren (1528-1579)          | Albrecht V van Beieren (1528-1579)          | Albrecht V van Beieren (1528-1579) | Albrecht V van Beieren (1528-1579) | Anna van Oostenrijk (1528-1590)       | Anna van Oostenrijk (1528-1590)       | Anna van Oostenrijk (1528-1590)       | Anna van Oostenrijk (1528-1590)       | Anna van Oostenrijk (1528-1590)       | Anna van Oostenrijk (1528-1590)       |  |  |  |  |  |  |  |  |  |  |  |  |  |  |  |  |  |  |  |  |  |  |  |  |  |  |  |  |  |  |  |  |  |  |  |  |  |  |  |  |  |  |  |  |  |  |  |  |
|                                 |                                 |                                 |                                 |                                  |                                  |                                   |                                   |                                   |                                   |                                   |                                   |                                   |                                   |                                   |                                   |                                       |                                       |                                       |                                       |                                       |                                       |                              |                              |                                  |                                  |                                  |                                  |                                  |                                  |                                |                                |                                      |                                      |                                           |                                           |                                           |                                           |                                           |                                           |                                             |                                             |                                             |                                             |                                             |                                             |                                    |                                    |                                       |                                       |                                       |                                       |                                       |                                       |  |  |  |  |  |  |  |  |  |  |  |  |  |  |  |  |  |  |  |  |  |  |  |  |  |  |  |  |  |  |  |  |  |  |  |  |  |  |  |  |  |  |  |  |  |  |  |  |
|                                 |                                 |                                 |                                 | Filips II van Spanje (1527–1598) | Filips II van Spanje (1527–1598) | Filips II van Spanje (1527–1598)  | Filips II van Spanje (1527–1598)  | Filips II van Spanje (1527–1598)  | Filips II van Spanje (1527–1598)  |                                   |                                   |                                   |                                   |                                   |                                   | Anna van Oostenrijk (1549-1580)       | Anna van Oostenrijk (1549-1580)       | Anna van Oostenrijk (1549-1580)       | Anna van Oostenrijk (1549-1580)       | Anna van Oostenrijk (1549-1580)       | Anna van Oostenrijk (1549-1580)       |                              |                              |                                  |                                  |                                  |                                  |                                  |                                  |                                |                                | Karel II van Oostenrijk (1540-1590)  | Karel II van Oostenrijk (1540-1590)  | Karel II van Oostenrijk (1540-1590)       | Karel II van Oostenrijk (1540-1590)       | Karel II van Oostenrijk (1540-1590)       | Karel II van Oostenrijk (1540-1590)       |                                           |                                           |                                             |                                             |                                             |                                             | Maria Anna van Beieren (1551-1608)          | Maria Anna van Beieren (1551-1608)          | Maria Anna van Beieren (1551-1608) | Maria Anna van Beieren (1551-1608) | Maria Anna van Beieren (1551-1608)    | Maria Anna van Beieren (1551-1608)    |                                       |                                       |                                       |                                       |  |  |  |  |  |  |  |  |  |  |  |  |  |  |  |  |  |  |  |  |  |  |  |  |  |  |  |  |  |  |  |  |  |  |  |  |  |  |  |  |  |  |  |  |  |  |  |  |
|                                 |                                 |                                 |                                 | Filips II van Spanje (1527–1598) | Filips II van Spanje (1527–1598) | Filips II van Spanje (1527–1598)  | Filips II van Spanje (1527–1598)  | Filips II van Spanje (1527–1598)  | Filips II van Spanje (1527–1598)  |                                   |                                   |                                   |                                   |                                   |                                   | Anna van Oostenrijk (1549-1580)       | Anna van Oostenrijk (1549-1580)       | Anna van Oostenrijk (1549-1580)       | Anna van Oostenrijk (1549-1580)       | Anna van Oostenrijk (1549-1580)       | Anna van Oostenrijk (1549-1580)       |                              |                              |                                  |                                  |                                  |                                  |                                  |                                  |                                |                                | Karel II van Oostenrijk (1540-1590)  | Karel II van Oostenrijk (1540-1590)  | Karel II van Oostenrijk (1540-1590)       | Karel II van Oostenrijk (1540-1590)       | Karel II van Oostenrijk (1540-1590)       | Karel II van Oostenrijk (1540-1590)       |                                           |                                           |                                             |                                             |                                             |                                             | Maria Anna van Beieren (1551-1608)          | Maria Anna van Beieren (1551-1608)          | Maria Anna van Beieren (1551-1608) | Maria Anna van Beieren (1551-1608) | Maria Anna van Beieren (1551-1608)    | Maria Anna van Beieren (1551-1608)    |                                       |                                       |                                       |                                       |  |  |  |  |  |  |  |  |  |  |  |  |  |  |  |  |  |  |  |  |  |  |  |  |  |  |  |  |  |  |  |  |  |  |  |  |  |  |  |  |  |  |  |  |  |  |  |  |
|                                 |                                 |                                 |                                 |                                  |                                  |                                   |                                   |                                   |                                   | Filips III van Spanje (1578-1621) | Filips III van Spanje (1578-1621) | Filips III van Spanje (1578-1621) | Filips III van Spanje (1578-1621) | Filips III van Spanje (1578-1621) | Filips III van Spanje (1578-1621) |                                       |                                       |                                       |                                       |                                       |                                       |                              |                              |                                  |                                  |                                  |                                  |                                  |                                  |                                |                                |                                      |                                      |                                           |                                           |                                           |                                           | Margaretha van Oostenrijk (1584-1611)     | Margaretha van Oostenrijk (1584-1611)     | Margaretha van Oostenrijk (1584-1611)       | Margaretha van Oostenrijk (1584-1611)       | Margaretha van Oostenrijk (1584-1611)       | Margaretha van Oostenrijk (1584-1611)       |                                             |                                             |                                    |                                    |                                       |                                       |                                       |                                       |                                       |                                       |  |  |  |  |  |  |  |  |  |  |  |  |  |  |  |  |  |  |  |  |  |  |  |  |  |  |  |  |  |  |  |  |  |  |  |  |  |  |  |  |  |  |  |  |  |  |  |  |
|                                 |                                 |                                 |                                 |                                  |                                  |                                   |                                   |                                   |                                   | Filips III van Spanje (1578-1621) | Filips III van Spanje (1578-1621) | Filips III van Spanje (1578-1621) | Filips III van Spanje (1578-1621) | Filips III van Spanje (1578-1621) | Filips III van Spanje (1578-1621) |                                       |                                       |                                       |                                       |                                       |                                       |                              |                              |                                  |                                  |                                  |                                  |                                  |                                  |                                |                                |                                      |                                      |                                           |                                           |                                           |                                           | Margaretha van Oostenrijk (1584-1611)     | Margaretha van Oostenrijk (1584-1611)     | Margaretha van Oostenrijk (1584-1611)       | Margaretha van Oostenrijk (1584-1611)       | Margaretha van Oostenrijk (1584-1611)       | Margaretha van Oostenrijk (1584-1611)       |                                             |                                             |                                    |                                    |                                       |                                       |                                       |                                       |                                       |                                       |  |  |  |  |  |  |  |  |  |  |  |  |  |  |  |  |  |  |  |  |  |  |  |  |  |  |  |  |  |  |  |  |  |  |  |  |  |  |  |  |  |  |  |  |  |  |  |  |
|                                 |                                 |                                 |                                 |                                  |                                  |                                   |                                   |                                   |                                   |                                   |                                   |                                   |                                   |                                   |                                   |                                       |                                       |                                       |                                       |                                       |                                       |                              |                              |                                  |                                  |                                  |                                  |                                  |                                  |                                |                                |                                      |                                      |                                           |                                           |                                           |                                           |                                           |                                           |                                             |                                             |                                             |                                             |                                             |                                             |                                    |                                    |                                       |                                       |                                       |                                       |                                       |                                       |  |  |  |  |  |  |  |  |  |  |  |  |  |  |  |  |  |  |  |  |  |  |  |  |  |  |  |  |  |  |  |  |  |  |  |  |  |  |  |  |  |  |  |  |  |  |  |  |
|                                 |                                 |                                 |                                 |                                  |                                  |                                   |                                   |                                   |                                   |                                   |                                   |                                   |                                   |                                   |                                   |                                       |                                       |                                       |                                       |                                       |                                       |                              |                              |                                  |                                  |                                  |                                  |                                  |                                  |                                |                                |                                      |                                      |                                           |                                           |                                           |                                           |                                           |                                           |                                             |                                             |                                             |                                             |                                             |                                             |                                    |                                    |                                       |                                       |                                       |                                       |                                       |                                       |  |  |  |  |  |  |  |  |  |  |  |  |  |  |  |  |  |  |  |  |  |  |  |  |  |  |  |  |  |  |  |  |  |  |  |  |  |  |  |  |  |  |  |  |  |  |  |  |
| Anna van Oostenrijk (1601-1666) | Anna van Oostenrijk (1601-1666) | Anna van Oostenrijk (1601-1666) | Anna van Oostenrijk (1601-1666) | Anna van Oostenrijk (1601-1666)  | Anna van Oostenrijk (1601-1666)  |                                   |                                   | Filips IV van Spanje (1605-1665)  | Filips IV van Spanje (1605-1665)  | Filips IV van Spanje (1605-1665)  | Filips IV van Spanje (1605-1665)  | Filips IV van Spanje (1605-1665)  | Filips IV van Spanje (1605-1665)  |                                   |                                   | Maria Anna van Oostenrijk (1606-1646) | Maria Anna van Oostenrijk (1606-1646) | Maria Anna van Oostenrijk (1606-1646) | Maria Anna van Oostenrijk (1606-1646) | Maria Anna van Oostenrijk (1606-1646) | Maria Anna van Oostenrijk (1606-1646) |                              |                              | Karel van Oostenrijk (1607-1632) | Karel van Oostenrijk (1607-1632) | Karel van Oostenrijk (1607-1632) | Karel van Oostenrijk (1607-1632) | Karel van Oostenrijk (1607-1632) | Karel van Oostenrijk (1607-1632) |                                |                                | Ferdinand van Oostenrijk (1609-1641) | Ferdinand van Oostenrijk (1609-1641) | Ferdinand van Oostenrijk (1609-1641)      | Ferdinand van Oostenrijk (1609-1641)      | Ferdinand van Oostenrijk (1609-1641)      | Ferdinand van Oostenrijk (1609-1641)      |                                           |                                           | Margaretha Francisca van Spanje (1610-1617) | Margaretha Francisca van Spanje (1610-1617) | Margaretha Francisca van Spanje (1610-1617) | Margaretha Francisca van Spanje (1610-1617) | Margaretha Francisca van Spanje (1610-1617) | Margaretha Francisca van Spanje (1610-1617) |                                    |                                    | Alfons Maurits van Spanje (1611-1612) | Alfons Maurits van Spanje (1611-1612) | Alfons Maurits van Spanje (1611-1612) | Alfons Maurits van Spanje (1611-1612) | Alfons Maurits van Spanje (1611-1612) | Alfons Maurits van Spanje (1611-1612) |  |  |  |  |  |  |  |  |  |  |  |  |  |  |  |  |  |  |  |  |  |  |  |  |  |  |  |  |  |  |  |  |  |  |  |  |  |  |  |  |  |  |  |  |  |  |  |  |

## Kinderen
Filips IV trouwde twee keer.

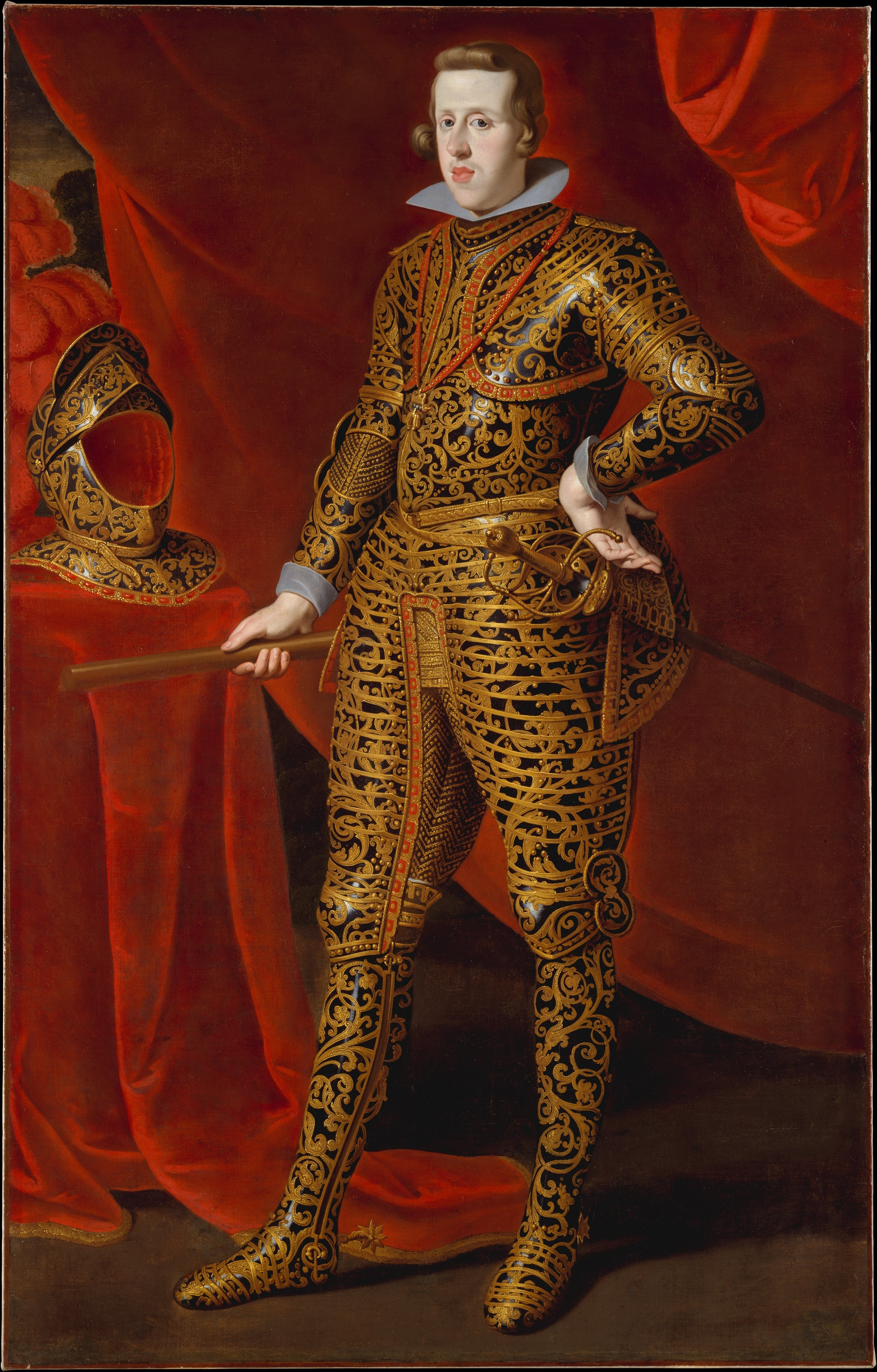
Filips IV van Spanje in harnas
(ca. 1628), Gaspar de Crayer, Metropolitan Museum of Art

- Zijn eerste huwelijk was in 1615 met prinses Elisabeth van Frankrijk, dochter van koning Hendrik IV van Frankrijk en Maria de' Medici. Uit dit huwelijk werden acht kinderen geboren, die allen op jonge leeftijd overleden, met uitzondering van de jongste dochter:

1. Maria Margaretha (14 augustus 1621 - 15 augustus 1621)
2. Margaretha Maria Catharina (25 november 1623 - 22 december 1623)
3. Maria Eugenia (21 november 1625 - 21 juli 1627)
4. Isabella Maria Theresia (31 oktober 1627 - 1 november 1627)
5. Balthasar Karel (31 oktober 1629 - 9 maart 1646), was korte tijd kroonprins, was verloofd met aartshertogin Maria Anna van Oostenrijk
6. Frans Ferdinand (12 maart 1634)
7. Maria Anna Antonia (17 januari 1636 - 5 december 1636)
8. Maria Theresia (10 september 1638 - 30 juli 1683), gehuwd met koning Lodewijk XIV van Frankrijk

- Zijn tweede huwelijk sloot hij in 1649 met aartshertogin Maria Anna van Oostenrijk, dochter van keizer Ferdinand III. Ze kregen vijf kinderen, van wie er slechts twee de volwassen leeftijd bereikten:

1. Margaretha Theresia Maria (12 juli 1651 - 12 maart 1673), gehuwd met keizer Leopold I
2. Maria (5 december 1655)
3. Filips Prospero (5 december 1657 - 1 november 1661)
4. Thomas Karel (23 december 1658 - 1659)
5. Karel (6 november 1661 - 1 november 1700), koning van Spanje. Huwde tweemaal, eerst met Marie Louise van Orléans en later met Maria Anna van Palts-Neuburg.